# La Revuelta (grupo terrorista)
La Revuelta (en hebreo: המרד; transliterado: Ha'mered) es un grupo terrorista judío israelí de extrema derecha, responsable del crimen de Duma, un cruel ataque con bombas incendiarias perpetrado contra la familia Dawabsheh.El grupo se opone al sionismo, y aboga por desmantelar el Estado de Israel para establecer un Reino de Israel que siga la ley judía. El número de miembros del grupo oscila entre 30 a 40 militantes. Entre la fundación del origen ideológico del grupo en 2013 y el atentado terrorista de Duma, el grupo fue responsable de otros 11 ataques incendiarios. Otro ataque destacado fue el incendio provocado en la Iglesia de la Multiplicación de los Panes y los Peces en Tabgha, en el Distrito norte. El incendio dejó importantes daños materiales en la iglesia.No fue hasta diciembre de 2017, cuando Eyal Reuveni fue condenado a cuatro años de prisión por el ataque.
El origen del nombre proviene del manifiesto del grupo, que detalla su ideología para derrocar al estado.Según Aviaad Mendelboim para Ynet: "El grupo más extremo que surgió como parte del nuevo terror judío es la organización Kvutzat Ha'mered (el grupo La Revuelta), cuyos miembros sostuvieron la pancarta en apoyo de los acusados durante el juicio de Duma", que consiste en decenas de miembros, y que se identifican con Meir Ettinger, autor del manifiesto La Revuelta. Muchos de sus miembros están afiliados al movimiento de la Juventud de las Colinas y apoyan la política de la etiqueta de precios.En 2017, la organización era muy activa, el Shin Bet la llamó “la segunda generación de la infraestructura de la revuelta”.